# Jevlah
Jevlah (azerski: Yevlax) je jedan od republičkih gradova, pod izravnom upravom države Azerbajdžan. Iako je potpuno okružen istoimenom pokrajinom (Jevlaški rajon), grad je administrativno odvojen od ove pokrajine. 

## Zemljopisne odlike
Grad se nalazi na desnoj obali rijeke Kure, 265 km zapadno od glavnog grada, Bakua. Smješten je na drevnom putu svile, jugoistočno od Gandža-Gazahske ravnice, sjeverozapadnog dijela Karabaške i Širvanske ravnice. Zime su blage i suhe, a klima topla polupustinjska.

## Povijest
Ovo područje se u dokumentima iz 12. st. naziva „Vrata Karabaha” jer se kroz ovo mjesto dolazilo do alpskih travnjaka Kelbajara, Lačina i Batabata, koji su bili poznati širom današnjeg Azerbajdžana kao ljetna ispaša.
Jevlah, što na staroturkijskom znači „močvarno mjesto”, je nastao oko željezničke postaje koja je sagrađena u 1880-ih i među stanovništvom je dugo vremena naselje bilo poznato kao Vagzal („kolodvor”). Krajem devetnaestog i početkom 20. st. u službenim dokumenatima naselje se naziva „Jevlah postaja” u pokrajini Jelizavetpolj, a od 1920. godine „selo Jevlah” u pokrajini Javanšir. Da bi 1. veljače 1939. god., odlukom Vrhovnog sovjeta Azerbejdžanske sovjetske socijalističke republike, Jevlah dobio status grada i postao središte pokrajine Jevlah. Uredbom Predsjedništva Vrhovnog sovjeta Azerbejdžanske SSR-a 6. siječnja 1965. godine Jevlah je uvršten u popis gradova podređenih Republici i počela je izgradnja industrijskih poduzeća.
Danas grad ima 4200 metara dugu aveniju Hejdar Alijev, te 5500 metara dugu Nizami aveniju i 168 drugih ulica. Spomenik posvećen nacionalnom vođi Azerbajdžana Hejdaru Alijevu, nalazi se na najvećem trgu u gradu, Trgu Hejdara Alijeva.
Grad ima i Zračnu luku Jevlah, a od 2015. god. željezničko je čvorište Azerbajdžana i povezuje Kars-Tbilisi-Baku, čime su izravno povezani Turska, Gruzija i Azerbajdžan.

## Stanovništvo
Prema procjeni iz 2016. godine, ukupan broj stanovnika grada bio je 67.100, što je 8,45% više nego godinu prije. Prema popisu iz 2009. god. od 57.681 stanovnika broj muškaraca je bio 26.098 (48,96%), a žena 31.583 (50,72%), dok je urbano stanovništvo iznosilo 55,04%, a ruralno 44,96%.
| 1926. | 1970. | 1989.  | 2003.  | 2006.  | 2009.  | 2012.  | 2016.  |
| ----- | ----- | ------ | ------ | ------ | ------ | ------ | ------ |
| 1.231 | 29    | 45.720 | 53.300 | 54.200 | 57.681 | 59.036 | 67.100 |

## Gospodarstvo
Jevlah je jedan od važnih poljoprivrednih rajona zemlje. Poljoprivreda je uglavnom vezana uz uzgoj pamuka, žitarica i stočarstvo, a uzgajaju se i perad, dudov svilac, krumpir, povrće, lubenice i voće. U gradu postoje poljoprivredna prerađivačka poduzeća, proizvodni i industrijski kompleksi (traktori, prerada kože,. Grad je također bogat prirodnim resursima kao što su naslage pijeska, glina i šljunak, potrebni za izradu opeke.

## Gradovi prijatelji
- Aleksandria, Egipat
- Bern, Švicarska
- Gent, Belgija
- Krasnodar, Rusija
- Olsztyn, Poljska
- Oslo, Norveška
- Taškent, Uzbekistan
- Trabzon, Turska

## Vanjske poveznice
|  | Zajednički poslužitelj ima još gradiva o temi Jevlah |

- Službene stranice grada (az.)
- Forum posvećen Jevlahu  Arhivirana inačica izvorne stranice od 8. travnja 2022. (Wayback Machine) (az.)